# Platja de Ponent (Vilassar de Mar)
La platja de Ponent és una platja urbana de la costa del Maresme, situada al sud del municipi de Vilassar de Mar (Maresme), enfront del Mercat de Flor i Planta Ornamental de Catalunya. Està limitada a llevant per l'espigó de Garbí, on es troben unes pintoresques casetes de pescadors, i a ponent arriba al límit del terme municipal de Premià de Mar, on enllaça amb la platja de Llevant. Té una longitud de 1.288 metres i una amplada mitjana de 47 metres, formada per sorra mitjana i gruixuda. És una platja discontínua, doncs algun tram perd la sorra per l'acció dels corrents. La zona sud de la platja és nudista.
Disposa de guinguetes, servei policial de vigilància i punt de la Creu Roja amb ambulància, font d’aigua potable i una passarel·la de fusta per a persones amb mobilitat reduïda.
Disposa d'una zona habilitada per a gossos, de 1.200 m², que juntament amb els 1.200 m² de la veïna platja de Llevant, de Premià de Mar, formen un espai per a gossos de 2.400 m².